# 肌酸甲酯
肌酸甲酯是一种有机化合物，化学式为C5H11N3O2，它可由肌酸和甲醇的酯化反应制得，或由二苄氧羰基肌酸甲酯和三甲基碘硅烷反应得到。它的盐酸盐和三氟乙酸盐是已知的。